# Mykola Trublaini

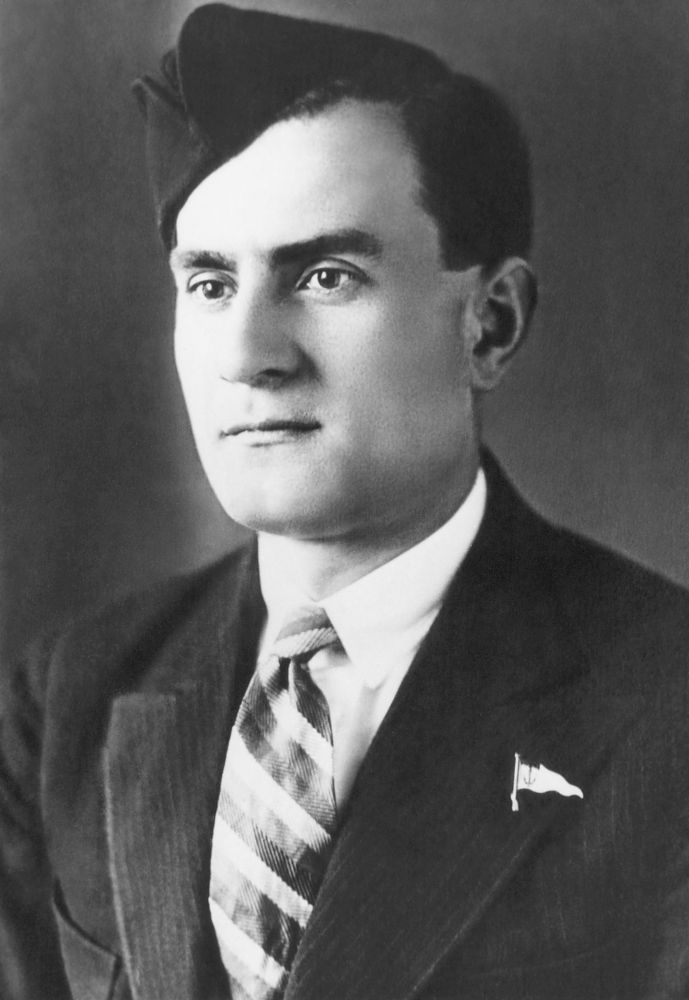
Mykola Trublaini

Mykola Petrowytsch Trublaini (ukrainisch Микола Петрович Трублаїні, wiss. Transliteration Mykola Petrovyč Trublajini; * 12. Apriljul. / 25. April 1907greg. in Wilschanka, Gouvernement Podolien, Russisches Kaiserreich; † 4. Oktober 1941 an der Nördlichen Krim-Front) war ein ukrainischer Schriftsteller.

## Biografie
Trublaini kam in Wilschanka im Süden der heutigen ukrainischen Oblast Winnyzja zur Welt. Seit frühester Jugend hatte er den Wunsch Journalist zu werden, was ihm letztendlich auch 1925 gelang. 1928 unternahm er eine Reise nach Wladiwostok, sowie 1929 mit einem Eisbrecher zur Wrangelinsel. Von dieser Reise beeindruckt, schrieb er zwei Bücher: „Durch die Tropen in die Arktis“ und „Ein Mensch eilt nach Norden“. Von 1930 bis 1933 nahm er an mehreren Polarexpeditionen teil. Der Zweite Weltkrieg beendete seine Arbeit. Er meldete sich 1941 freiwillig zur Front, an der er noch im selben Jahr nach einem Bombenangriff getötet wurde.

## Bibliografie
- 1932: Durch die Tropen in die Arktis
- 1933: Ein Mensch eilt nach Norden
- 1934: Wanda
- 1940: Der Schoner „Colomb“